# Сан Микеле (Алесандрија)
Сан Микеле је насеље у Италији у округу Алесандрија, региону Пијемонт.
Према процени из 2011. у насељу је живело 947 становника. Насеље се налази на надморској висини од 91 м.